# Vladek Lacina
Vladek Lacina (Prága, 1949. június 25. –) olimpiai bronzérmes cseh evezős.

## Pályafutása
Az 1976-os montréali olimpián négypárevezősben bronzérmet szerzett Jaroslav Hellebranddal, Zdeněk Peckával és Václav Vochoskával. A csehszlovák olimpiai bojkott miatt nem vehetett részt az 1984-es Los Angeles-i olimpián, helyette a moszkvai jóakarat játékokon kellett indulnia, ahol egypárevezősben bronzérmes lett.

## Sikerei, díjai
- Olimpiai játékok – négypárevezős
  - bronzérmes: 1976, Montréal
- Jóakarat játékok – egypárevezős
  - bronzérmes: 1984